# Jacob Corneliszoon van Oostzanen
Jacob Corneliszoon van Oostzanen, eller Jacob Cornelisz van Amsterdam född omkring 1470, död 1533, var en holländsk målare.
Corneliszoon van Oostzanen var en flitig och ansedd målare av altarverk och porträtt, kraftig i färgen, något sirlig i kompositionen. Kunstmuseet, Köpenhamn har målningen David och Abigail av honom.
Van Oostzanen var även verksam som snidare av träsnitt.